# Dobiesław z Koszyc i Konarów
Dobiesław z Koszyc i Konarów herbu Ostoja (zm. ok. 1431 r.) – dziedzic Koszyc i Konarów.

## Życiorys
Dobiesław był synem Dobiesława, stolnika i podsędka krakowskiego oraz nieznanej z imienia córka Paszki Niedźwiedzia z Bogumiłowic. Miał rodzeństwo: Jana Rokosza, Ścibora i Elżbietę zw. też Helką, żonę Andrzeja z Niegosławic. W 1405 roku zawarł związek małżeński z Elżbietą, córką Włodka z Konaszówki. W 1416 roku Elżbieta, żona Dobiesława i jej siostra Katarzyna podzieliły dobra w Konaszówce, Głogowianach i Częstoszowicach. Po raz ostatni spotykamy w źródłach Dobiesława w roku 1427, kiedy został pozwany przez Marcina z Kamieńca. W 1432 roku Elżbieta występowała już jako wdowa po Dobiesławie. W 1434 roku Elżbieta z córką Anną dały klasztorowi jędrzejowskiemu niwę w Konarach w zamian za niwę w Olbrachcicach. W kolejnych latach Elżbieta prowadziła spór z Mikołajem Morawcem z Częstoszowic o części dóbr w Częstoszowicach i Konaszówce. W 1436 roku Elżbieta sprzedała Mikołajowi Morawcowi przypadłe jej po zmarłej siostrze Katarzynie, żonie tegoż Morawca, i po zmarłej siostrzenicy połowę Częstoszowic i czwartą część Konaszówki.